# Georgi Damjanowo
Georgi Damjanowo (bułg. Георги Дамяново) – wieś w Bułgarii, w obwodzie Montana, siedziba administracyjna gminy Georgi Damjanowo. Według Ujednoliconego Systemu Ewidencji Ludności oraz Usług Administracyjnych dla Ludności, miejscowość zamieszkuje 417 mieszkańców.